# Валовой Кордон
Валовой Кордон — село в Угловском районе Алтайском крае. Входит в состав Симоновского сельсовета.

## История
Основано в 1898 году. В 1928 г. деревня Валовой Кордон состояла из 113 хозяйств, основное население — русские. Центр Валово-Кордонского сельсовета Волчихинского района Славгородского округа Сибирского края.

## Население
| 1926 | 1997 | 1998 | 1999 | 2000 | 2001 | 2002 |
| ---- | ---- | ---- | ---- | ---- | ---- | ---- |
| 623  | ↘425 | ↘403 | ↘393 | ↘373 | ↘360 | ↘348 |
| 2003 | 2004 | 2005 | 2006 | 2007 | 2008 | 2009 |
| ↘328 | ↘325 | ↘310 | ↗319 | ↘310 | ↘301 | ↗308 |
| 2010 | 2011 | 2012 | 2013 |      |      |      |
| ↘287 | ↗289 | ↘277 | ↘274 |      |      |      |